# Ciro Ferrara
Ciro Ferrara (Nápoles, Ciudad metropolitana de Nápoles, Italia, 11 de febrero de 1967) es un exfutbolista y entrenador italiano que se desempeñaba en la posición de defensa. Conocido por su larga y exitosa carrera en los clubes italianos de la Serie A, Napoli y Juventus con quienes conquistó gran cantidad de títulos.
Llegó a ser internacional para la selección de Italia, disputando 49 partidos y participando en la Copa Mundial de Fútbol de 1990 (ocupando el tercer lugar), la Eurocopa 1988 y 2000 (donde Italia fue subcampeón).
Fue director técnico de la Juventus, la selección sub-21 de Italia, la Sampdoria y el Wuhan F. C. de la Primera Liga China, siendo este el último equipo que ha dirigido.

## Trayectoria
A los 14 años, y debido a la enfermedad de Osgood-Schlatter, es forzado momentáneamente a estar en silla de ruedas de la cual se recupera muy pronto.

### S. S. C. Napoli

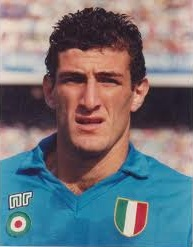
Ferrara con el Napoli en la temporada 1987-88.

Nativo de la ciudad de Nápoles, Ciro comenzó su carrera en el S. S. C. Napoli en 1980. Ferrara comenzó a jugar con el primer equipo en 1984, a las temporadas siguientes, ya se convirtió en titular habitual del equipo napolitano e incluso fue convocado por Italia para el Mundial de 1990.
Con el Napoli, Ferrara ganó dos Scudettos, una Copa Italia y una Supercopa de Italia, además de la Copa de la UEFA del año 1989.
Para la temporada 1994-95, la Juventus dirigida por Marcello Lippi se fijó en Ferrara y lo incorporó a su plantilla.

### Juventus F. C.
En verano de 1994, la Juventus fichó a Ferrara, introduciéndose rápidamente en el equipo titular. Considerado uno de los mejores defensas centrales de su generación, Ferrara jugaría 11 años en el club juventino, convirtiéndose en uno de los principales símbolos de la entidad; y a partir de 1995, Ferrara se convirtió en el capitán.
En toda su trayectoria en el club, Ferrara compartió defensa con jugadores de la talla de Lilian Thuram, Paolo Montero, Gianluca Zambrotta, Igor Tudor, Alessandro Birindelli, Moreno Torricelli o Fabio Cannavaro. Como jugador bianconero, Ferrara ganó 6Scudettos (uno de ellos fue revocado debido al Caso Moggi), una UEFA Champions League, una Copa Intercontinental, una Supercopa de la UEFA, una Copa Italia, 4 Supercopas de Italia y una Copa Intertoto.
En mayo de 2005, Ferrara confirmó su retiro del fútbol profesional y se marchó del club, al igual que sus compañeros de defensa Mark Iuliano y Paolo Montero.

## Selección nacional
Fue internacional con la selección de Italia, con la Nazionale debuta el 10 de junio de 1987 frente a Argentina en la victoria italiana por 3-1.
Participó en un total de 49 partidos con la selección italiana donde no marcó ningún gol. Hizo parte de las selecciones que participaron en el Mundial de 1990 (donde Italia ocupó el tercer lugar) y las Eurocopas de 1988 disputa en Alemania Occidental y la Eurocopa 2000 que se celebró en Bélgica y Países Bajos, donde Italia fue subcampeón.

### Participaciones en Copas del Mundo
| Mundial                        | Sede   | Resultado    |
| ------------------------------ | ------ | ------------ |
| Copa Mundial de Fútbol de 1990 | Italia | Tercer lugar |

### Participaciones en Eurocopas
| Eurocopa      | Sede                   | Resultado        |
| ------------- | ---------------------- | ---------------- |
| Eurocopa 1988 | Alemania Occidental    | Cuartos de final |
| Eurocopa 2000 | Bélgica y Países Bajos | Subcampeón       |

## Carrera como entrenador

### Selección de Italia
Ferrara comenzó su carrera como técnico siendo ayudante de su exentrenador y quien fuera el seleccionador de Italia, Marcello Lippi.

### Juventus
En mayo de 2009, asumió el cargo de técnico de la Juventus, tras el despido de Claudio Ranieri a falta de dos partidos para el final de la Liga italiana. Fue confirmado para la temporada 2009-10, pero terminaría siendo cesado en enero de 2010, con el conjunto bianconero como 6.º clasificado tras 21 jornadas del campeonato.

### Selección sub-21 de Italia
En octubre de 2010, se hizo cargo de la selección sub-21 de Italia. Dejó su cargo en junio de 2012, habiendo logrado 12 victorias, 6 empates y una sola derrota al mando de los jóvenes azzurri.

### Sampdoria
En julio de 2012, fue nombrado nuevo entrenador de la UC Sampdoria, pero fue destituido tras poco más de cinco meses, dejando al equipo genovés en 14.º puesto.

### Wuhan Zall
En julio de 2016, vuelve a los banquillos, emprendiendo una aventura en el extranjero con el Wuhan F. C. de la Primera Liga China. Fue cesado del cargo un año después de su nombramiento, en 2017.

## Clubes

### Como jugador
| Club            | País   | Año       |
| --------------- | ------ | --------- |
| S. S. C. Napoli | Italia | 1984-1994 |
| Juventus F. C.  | Italia | 1994-2005 |

### Como entrenador
| Club                       | País   | Año       |
| -------------------------- | ------ | --------- |
| Juventus F. C.             | Italia | 2009-2010 |
| Selección sub-21 de Italia | Italia | 2010-2012 |
| U. C. Sampdoria            | Italia | 2012      |
| Wuhan F. C.                | China  | 2016-2017 |

## Palmarés

### Campeonatos nacionales
| Título              | Club            | País   | Año     |
| ------------------- | --------------- | ------ | ------- |
| Serie A             | S. S. C. Napoli | Italia | 1986-87 |
| Copa Italia         | S. S. C. Napoli | Italia | 1986-87 |
| Serie A             | S. S. C. Napoli | Italia | 1989-90 |
| Supercopa de Italia | S. S. C. Napoli | Italia | 1990    |
| Serie A             | Juventus F. C.  | Italia | 1994-95 |
| Copa Italia         | Juventus F. C.  | Italia | 1994-95 |
| Supercopa de Italia | Juventus F. C.  | Italia | 1995    |
| Serie A             | Juventus F. C.  | Italia | 1996-97 |
| Supercopa de Italia | Juventus F. C.  | Italia | 1997    |
| Serie A             | Juventus F. C.  | Italia | 1997-98 |
| Serie A             | Juventus F. C.  | Italia | 2001-02 |
| Supercopa de Italia | Juventus F. C.  | Italia | 2002    |
| Serie A             | Juventus F. C.  | Italia | 2002-03 |
| Supercopa de Italia | Juventus F. C.  | Italia | 2003    |

### Copas internacionales
| Título                | Club            | País   | Año     |
| --------------------- | --------------- | ------ | ------- |
| Copa de la UEFA       | S. S. C. Napoli | Italia | 1988-89 |
| Liga de Campeones     | Juventus F. C.  | Italia | 1995-96 |
| Supercopa de la UEFA  | Juventus F. C.  | Italia | 1996    |
| Copa Intercontinental | Juventus F. C.  | Italia | 1996    |
| Copa Intertoto        | Juventus F. C.  | Italia | 1999    |

### Distinciones individuales
| Distinción                                 | Año  |
| ------------------------------------------ | ---- |
| Equipo del Año de la European Sports Media | 1997 |

## Condecoraciones
| Distinción                                               | Año  |
| -------------------------------------------------------- | ---- |
| Caballero de la Orden al Mérito de la República Italiana | 1991 |
| Oficial de la Orden al Mérito de la República Italiana   | 2000 |